# Irish League 1959-1960
L'Irish League 1959-1960 è stata la 59ª edizione della prima divisione del campionato nordirlandese di calcio.
Il campionato era formato da dodici squadre e il Glenavon vinse il titolo.

## Classifica finale
| Pos. | Squadra          | G  | V  | N | P  | GF | GS | Punti |
| ---- | ---------------- | -- | -- | - | -- | -- | -- | ----- |
| 1    | Glenavon         | 22 | 17 | 1 | 4  | 67 | 28 | 35    |
| 2    | Glentoran        | 22 | 14 | 4 | 4  | 60 | 31 | 32    |
| 3    | Distillery       | 22 | 12 | 5 | 5  | 55 | 38 | 29    |
| 4    | Linfield         | 22 | 12 | 5 | 5  | 63 | 46 | 29    |
| 5    | Ballymena United | 22 | 10 | 3 | 9  | 49 | 46 | 23    |
| 6    | Crusaders        | 22 | 9  | 5 | 8  | 43 | 44 | 23    |
| 7    | Portadown        | 22 | 7  | 8 | 7  | 35 | 40 | 22    |
| 8    | Ards             | 22 | 8  | 3 | 11 | 37 | 47 | 19    |
| 9    | Bangor           | 22 | 7  | 4 | 11 | 39 | 45 | 18    |
| 10   | Derry City       | 22 | 6  | 3 | 13 | 41 | 44 | 15    |
| 11   | Coleraine        | 22 | 6  | 3 | 13 | 35 | 62 | 15    |
| 12   | Cliftonville     | 22 | 2  | 0 | 20 | 22 | 75 | 4     |

G = Partite giocate; V = Vittorie; N = Nulle/Pareggi; P = Perse; GF = Goal fatti; GS = Goal subiti; 